# Bristol 402
Bristol 402 − samochód osobowy produkowany przez brytyjskie przedsiębiorstwo motoryzacyjne Bristol Cars w latach 1949−1953.

## Dane techniczne

### Silnik
- R6 2,0 l (1966 cm3), 2 zawory na cylinder, OHV[1]
- Układ zasilania: trzy gaźniki Solex[1]
- Średnica cylindra × skok tłoka: 66,00 mm × 94,00 mm[1]
- Stopień sprężania: b.d.
- Moc maksymalna: 85 KM 4500 obr./min[1]
- Maksymalny moment obrotowy: b.d.

### Osiągi
- Przyspieszenie 0-80 km/h: b.d.
- Przyspieszenie 0-100 km/h: b.d.
- Prędkość maksymalna: 161 km/h[1]